# 상교동
상교동(上橋洞)은 대한민국 전북특별자치도 정읍시의 동이다.  면적은 46.16km2이고, 인구는 2024년 6월 30일을 기준으로 4,182명이다. 
상평이란 3보평의 '윗들'이란 뜻을 한자 표기한 것이며 아랫들이란 뜻으로 하평리(下坪里)라 한다. 『호구총수』와 『구한국 지방행정구역 명칭일람』에 정읍현(정읍군)서이면 상평리로 기록되어 있다. 상평동은 원 정주읍의 상평리(上坪里)와 하모리(下茅里) 구역으로 상평리의 상평(上坪), 칠정(七井), 당현(唐峴), 신기(新基), 용흥(龍興), 향재(香才), 산중동(山中洞)과 하모리(下茅里)의 모촌(茅村), 월천(月川)으로 분리되어 있었다. 1914년 행정구역 개편 때 하모리는 용흥(龍興), 월천(月川), 상모(上茅), 하모(下茅) 고부군 소정면 공평리(公平里)의 일부, 상평리는 당고리(唐古里), 상평(上坪), 서기리(西基里), 삼거리(三巨里), 산우(山右), 향지(香芝), 성재(成才), 칠정(七井), 와룡(臥龍), 향자(香子) 일부로 나누어졌다. 1936년에는 상평리(上坪里), 당고리(唐古里), 서기리(西基里), 삼거리(三巨里), 산우리(山右里), 향지리(香芝里), 성재리(成才里), 칠정리(七井里)를 묶어 상평동이라 하였다. 상평이란 3보평의 '윗들'이란 뜻을 한자 표기한 것이며 아랫들이란 뜻으로 하평리(下坪里)라 한다. 1981년 시 구역편성 때 상평동이 되었다.
1914년 행정구역 개편 당시의 삼산리(三山里)는 삼산(三山), 신흥(新興), 연기(連基), 내동(內洞), 쌍계(雙溪), 자노리(自老里)로 나누어졌고 과교리(科橋里)는 신계(新溪), 백운(白雲), 구계(九溪), 월암(月岩), 낙포(洛浦), 고안(古安), 궁계(弓溪), 칠정(七井), 과교(科橋)로 나누어졌으며, 진산리(辰山里)는 영정(永丁), 화산(花山), 삼군(三君), 서암(西岩), 궁계(弓溪), 남이면 제내(堤內), 서이면 자노(自老) 일부와 진산(辰山)으로 나누어졌다. 과교동은 원 정주읍의 삼산(三山), 과교(科橋), 진산리(辰山里)의 3개 리 구역으로 불리는 삼산리(三山里)의 삼산동(三山洞), 음성동(陰城洞), 과교동(科橋洞), 백운동(白雲洞), 구계동(九溪洞)과 진산리(辰山里)의 진산(辰山), 삼군(三君) 등으로 나누어졌는데 1981년 4월 시 구역편성에 따라 과교리가 과교동이 되었다. 1983년 행정구역 개편에 내장(內臟)의 용산(龍山), 교암(校岩), 신월리(新月里)가 편입되었고 용산리(龍山里)의 와룡(臥龍), 현월(懸月), 신정(新井), 부암(夫岩), 석산(石山), 신촌(新村), 남성(南星)동리와 교암리(校岩里)의 석고(石古), 구암(九岩), 부사(夫祠), 교동(校洞), 삼거리(三巨里), 계화(桂花), 내지(內之), 외지(外之), 고안(古安), 반암(盤岩) 그리고 신월리(新月里)의 죽산(竹山), 월성(月城), 칠성(七星), 구정(九丁), 신성(新城)이 편입되었다. 1998년 10월 30일 상평동과 과교동이 합병하여 상교동이 되었다. 

## 연혁
- 1981년 7월 1일 상평동, 과교동 설치
- 1989년 1월 1일 입암면 신정리 → 과교동 편입
- 1990년 4월 1일 과교동 음성 → 상평동, 상평동 당현 → 시기3동 상평동 월천 일부(13세대) → 연지동 편입
- 1998년 10월 3일 상교동 설치(상평동, 과교동 통합)

## 문화재 및 관광 자원
- 정읍 고암서원지
- 정읍 단군성전
- 정읍 온조우
- 정읍 신성공소
- 정읍 유애사- 전북특별자치도 기념물 제 18호

## 행정 구역
- 하모동
- 상평동
- 과교동
- 삼산동
- 진산동
- 신월동
- 용산동
- 교암동
- 신정동

## 교육
- 서신초등학교
- 정읍교암초등학교